# Yoo Se-yoon

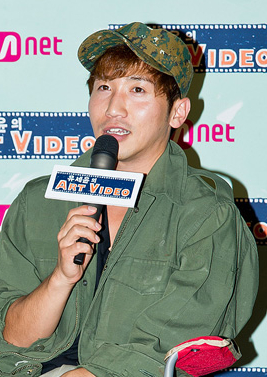

Yoo Se Yoon (Hangu: 유세윤, Hanja: 兪 世 潤?) (Seul, 12 de setembro de 1980), é um comediante e apresentador de televisão sul-coreano. É anfitrião e co-apresenta alguns shows, além de fazer parte da dupla musical e humorística UV. Yoo tem participado de programas como o de entrevistas da Coreia do Sul Non-Summit, Witch Hunt, SNL Korea e Golden Fishery, bem como seus segmentos, Knee Drop Guru e Radio Star.

## Carreira

### Musical (UV)
UV é uma dupla de hip hop de tons humorísticos formada por Yoo e o artista de hip-hop Muzie, do grupo High Syde. São conhecidos por criar músicas com letras cômicas e por promover o seu trabalho apenas através do seu próprio programa no canal de música da Coreia do Sul, Mnet, intitulado UV Syndrome.
O UV estreou em 2010 com "No Cool, I'm Sorry", uma música que representa um tempo entre dois amantes sob uma luz cômica. Em trabalhos posteriores, eles criaram esquetes incluindo "Itaewon Freedom" com o CEO do JYP Entertainment Park Jin Young, e "Who are I", baseado nos Beatles. O videoclipe de "Convenience", também lançado em 2010, apresentava personagens e obras de arte da Welcome to Convenience Store.
Em 2011, a UV foi apresentada nas festividades de Ano Novo de 2012 na Times Square de Seul.
Em agosto de 2013, a UV lançou o EP It Can not Be True. Este lançamento marcou o retorno de Yoo para a indústria do entretenimento, depois de se render voluntariamente à polícia por dirigir sob a influência do álcool em maio de 2013.
A UV realizou e escreveu créditos para várias músicas na trilha sonora do filme coreano de 2014 플랜맨 (The Plan Man).

## Música (solo)
De tempos em tempos, Yoo lança paródias musicais sobre vários aspectos da cultura pop, como o seu segundo EP, intitulado Kkattalk, que zomba do serviço de mensagens instantâneas da Coréia do Sul KakaoTalk.